# 서부나무타기너구리
서부나무타기너구리(Dendrohyrax dorsalis)는 바위너구리과에 속하는 나무타기너구리의 일종이다.

## 분포 및 서식지

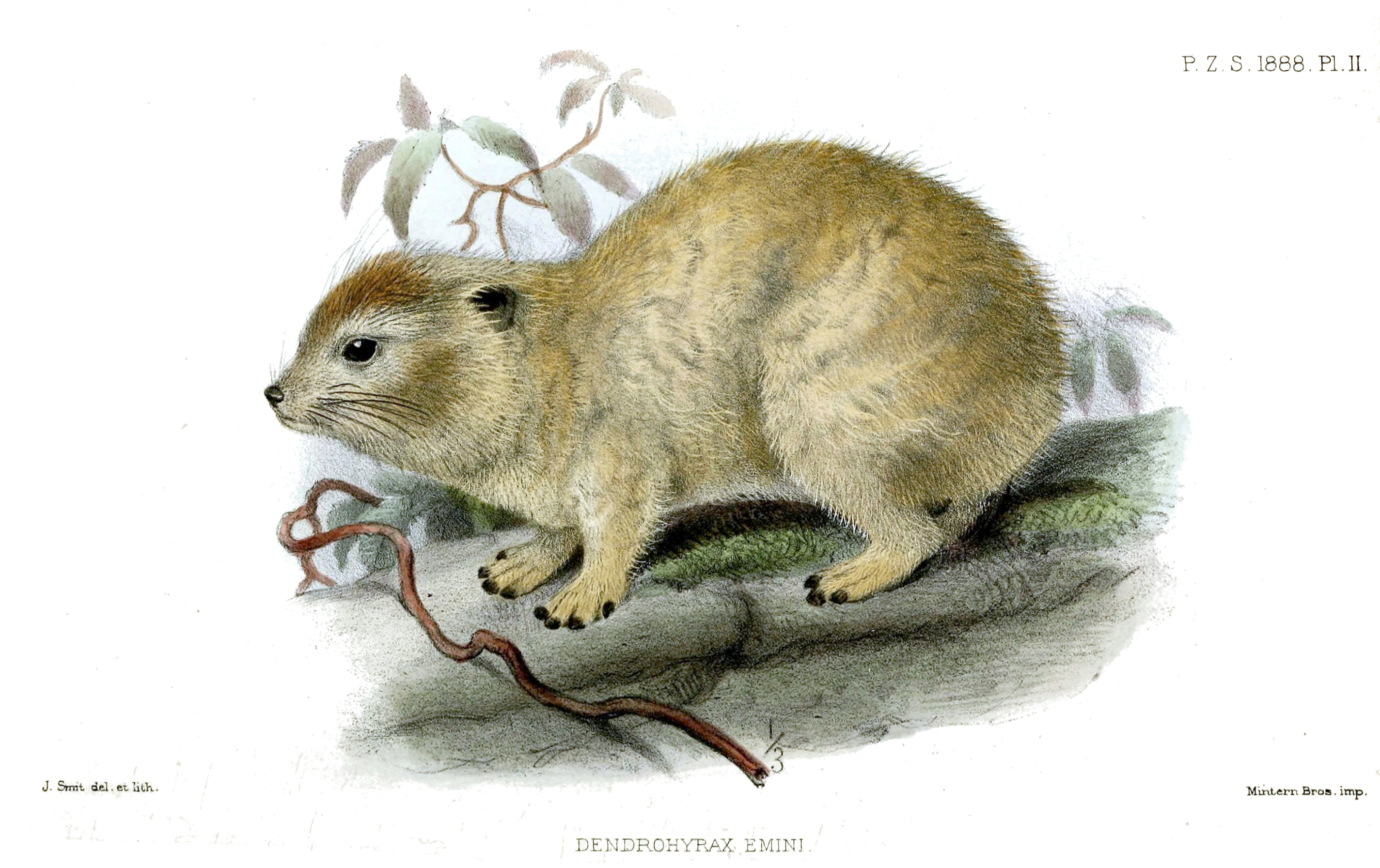
D. d. emini

서부나무타기너구리는 중앙아프리카와 아프리카 서부 지역에서 발견된다. 베냉과 카메룬, 중앙아프리카공화국, 콩고 공화국, 콩고민주공화국, 코트디부아르, 적도 기니, 가봉, 감비아, 가나, 기니, 기니비사우, 라이베리아, 나이지리아, 르완다, 세네갈, 시에라리온, 수단, 토고, 우간다 그리고 니제르이다. 자연 서식지는 아열대 또는 열대 기후 지역의 축축한 저지대 숲과 축축한 사바나와 암석 지대 등이다.